# Аркуш, Аллан
Аллан Аркуш (англ. Allan Arkush; 30 апреля 1948, Джерси-Сити) — американский режиссёр кино и телевидения.

## Биография
Родился в Джерси-Сити 30 апреля 1948 года. Его детство прошло в городке Форт Ли на восточной границе округа Берген.
Карьера Аркуша в киноиндустрии началась на студии Роджера Кормана, где он работал над созданием трейлеров. Как режиссёр дебютировал в 1970 году, а известность ему принёс фильм 1978 года «Смертельный спорт», снятый Алланом вместе с Корманом и Николасом Никифором. Спустя год Корман спродюсировал музыкальную комедию «Школа рок-н-ролла», которая не только сделала популярной Аркуша, но и вошла в разряд культовых благодаря участию в ней группы Ramones.
Известен также по многолетнему сотрудничеству с Джо Данте.
Аллан Аркуш — лауреат премий Primetime Emmy и TV Land Awards.

## Избранная фильмография
Продюсер
- Герои: Возрождение / Heroes Reborn (2015—2016)
- Ведьмы Ист-Энда / Witches of East End (2014)
- Список клиентов / The Client List (2013)
- Адские кошки / Hellcats (2010—2011)
- Герои / Heroes (2006—2009)
- Расследование Джордан / Crossing Jordan (2001—2007)
- Snoops / Snoops (1999)
- Нью-Йорк, Центральный парк / Central Park West (1995—1996)
- Луна над Майами / Moon Over Miami (1993)
- Родительство / Parenthood (1990)
- Сделка Шеннона / Shannon’s Deal (1990)

Режиссёр
- Другая жизнь / Another Life (2019)
- Нэшвилл / Nashville (2017—2018)
- Лемони Сникет: 33 несчастья / A Series of Unfortunate Events (2018)
- Хорошая борьба / The Good Fight (2017)
- Их перепутали в роддоме / Switched at Birth (2014—2017)
- Завтра не наступит / No Tomorrow (2016)
- Морская полиция: Спецотдел / NCIS (2016)
- Безмозглые / BrainDead (2016)
- C.S.I.: Киберпространство / CSI: Cyber (2015)
- Герои: Возрождение / Heroes Reborn (2015)
- Особое мнение / Minority Report (2015)
- Вызов / Defiance (2014—2015)
- Салем / Salem (2015)
- Раскопки / Dig (2015)
- Ведьмы Ист-Энда / Witches of East End (2013—2014)
- Список клиентов / The Client List (2012—2013)
- Рождество с Холли / Christmas with Holly (2012)
- Компаньоны / Franklin & Bash (2012)
- Двойник / Ringer (2011—2012)
- Адские кошки / Hellcats (2010)
- Жизнь непредсказуема / Life Unexpected (2010)
- Герои / Heroes (2006—2010)
- Белый воротничок / White Collar (2009)
- Милосердие / Mercy (2009)
- Мелроуз-Плейс / Melrose Place (2009)
- Расследование Джордан / Crossing Jordan (2001—2007)
- Прекрасный принц / Prince Charming (2001)
- Go Fish / Go Fish (2001)
- Такер / Tucker (2000)
- Snoops / Snoops (1999)
- Элли Макбил / Ally McBeal (1998—1999)
- Практика / The Practice (1999)
- Темптейшенс / The Temptations (1998)
- Бухта Доусона / Dawson’s Creek (1998)
- Игроки / Players (1997)
- Пришелец / The Visitor (1997)
- Патруль времени / Timecop (1997)
- Элвис встречает Никсона / Elvis Meets Nixon (1997)
- Опасные мысли / Dangerous Minds (1996)
- Нью-Йорк, Центральный парк / Central Park West (1995—1996)
- Молодые сердцем / Young at Heart (1995)
- Мятежное шоссе / Rebel Highway (1994)
- Shake, Rattle and Rock! / Shake, Rattle and Rock! (1994)
- Луна над Майами / Moon Over Miami (1993)
- Джонни Баго / Johnny Bago (1993)
- Сирены / Sirens (1993)
- Я улечу / I’ll Fly Away (1992—1993)
- Средний возраст / Middle Ages (1992)
- Манн и машина / Mann & Machine (1992)
- Родительство / Parenthood (1990—1991)
- Сделка Шеннона / Shannon’s Deal (1990—1991)
- Столичные новости / Capital News (1990)
- Детективное агентство «Лунный свет» / Moonlighting (1986—1989)
- Таттингеры / Tattingers (1988)
- Гольф-клуб 2 / Caddyshack II (1988)
- Зоопарк в Бронксе / The Bronx Zoo (1987)
- Сент-Элсвер / St. Elsewhere (1986—1987)
- Закон Лос-Анджелеса / L.A. Law (1986)
- Слава / Fame (1984—1986)
- Сумеречная зона / The Twilight Zone (1986)
- Сойди с ума / Get Crazy (1983)
- Побег роботов / Heartbeeps (1981)
- Школа рок-н-ролла / Rock 'n' Roll High School (1979)
- Смертельный спорт / Deathsport (1978)
- Бульвар Голливуд / Hollywood Boulevard (1976)